# Marc Goddard
Marc Goddard é um árbitro de MMA.

## Carreira

### Como Lutador de MMA
Goddar possui um cartel de sete vitórias (três por nocaute ou nocaute técnico e quatro por finalização), seis derrotas (todas também por nocaute ou finalização) e um empate.

### Como Lutador de Jiu-Jitsu
Em 2015, Goddard foi a principal atração do No Gi British Open, torneio britânico de jiu-jitsu. Ele venceu a disputa na sua divisão e também levou a melhor no peso absoluto para faixa-roxa.

### Prêmios e honrarias
| Ano  | Prêmio/Lista      | Categoria                     | Resultado    | Ref.  |
| ---- | ----------------- | ----------------------------- | ------------ | ----- |
| 2012 | World MMA Awards  | Árbitro do Ano                | Indicado     | [ 5 ] |
| 2012 | UK MMA Awards     | Árbitro do Ano                | Venceu       | [ 6 ] |
| 2015 | World MMA Awards  | Árbitro do Ano                | Indicado     | [ 7 ] |
| 2016 | Lista Sherdog.com | "10 melhores árbitros do MMA" | Posição n. 3 | [ 8 ] |

## Cartel no MMA
| Cartel no MMA   |            |            |
| 14 lutas        | 7 vitórias | 6 derrotas |
| Por nocaute     | 3          | 2          |
| Por finalização | 4          | 4          |
| Empates         | 1          | 1          |

| Res.    | Cartel | Oponente                | Método                        | Evento                                | Data       | Round | Tempo | Local | Notas      |
| ------- | ------ | ----------------------- | ----------------------------- | ------------------------------------- | ---------- | ----- | ----- | ----- | ---------- |
| Empate  | 7–6-1  | Henrique Cesar Nogueira |                               | Cage Rage 26 - Extreme                | 10/05/2008 | 3     | 5:00  |       |            |
| Vitória | 7–6    | Ivan Serati             | TKO                           | M 13 - Unlucky For Some               | 13/10/2007 | 2     | 1:34  |       |            |
| Vitória | 6–6    | Tony Bentley            | TKO                           | AM 12 - Wired                         | 17/03/2007 | 1     | 0:59  |       |            |
| Derrota | 5–6    | Robert Berry            | Submission (Guillotine Choke) | Cage Rage 14 - Punishment             | 03/12/2005 | 1     | 1:01  |       |            |
| Derrota | 5–5    | Henrique Cesar Nogueira | Submission (Guillotine Choke) | CWFC - Strike Force 3                 | 01/10/2005 | 1     | 2:49  |       |            |
| Vitória | 5–4    | Kuljit Degun            | TKO (Punches)                 | UK - Storm                            | 18/06/2005 | 1     | 0:15  |       |            |
| Derrota | 4–4    | Tengiz Tedoradze        | TKO                           | CFC 2 - Cage Carnage                  | 14/11/2004 | 2     | 0:00  |       |            |
| Derrota | 4–3    | Andy Costello           | Submission (Punches)          | Cage Rage 6 - Night of the Gladiators | 23/05/2004 | 1     | 1:58  |       |            |
| Vitória | 4–2    | Abdenbi Chakar          | Submission (Punches)          | UC 9 - Rebellion                      | 28/03/2004 | 1     | 0:41  |       |            |
| Derrota | 3–2    | James Thompson          | KO                            | UC 8 - Retribution                    | 30/11/2003 | 1     | 0:18  |       |            |
| Derrota | 3–1    | James Thompson          | Submission (Strikes)          | UC 6 - Battle in the Cage             | 14/06/2003 | 2     | 0:00  |       |            |
| Vitória | 3–0    | Will Elworthy           | Submission (Broken Nose)      | G&P 3 - Ground & Pound 3              | 10/05/2003 | 0     | 0:00  |       |            |
| Vitória | 2–0    | Manuel Amador           | Submission (Armbar)           | UZI 2 - Combat Evolution              | 08/03/2003 | 1     | 0:00  |       |            |
| Vitória | 1–0    | Greg Stafford           | Submission (Armbar)           | G & S 6 - Grapple & Strike 6          | 16/11/2002 | 1     | 0:00  |       | MMA Debut. |